# Faiz Mohammed Askar
Faiz Mohammed Askar (* 6. August 1942 in Kabul) ist ein afghanischer Ringer.
Sein größter Erfolg war die Teilnahme an den Olympischen Sommerspielen 1960 in Rom sowie die Teilnahme an den Olympischen Sommerspielen 1964 in Tokio. Er wurde auch bei Asienspielen 1962 in Jakarta Vierter in der Klasse bis 52 Kilogramm.